# Tossicia
Tossicia est une commune italienne d'environ 1 500 habitants située dans la province de Teramo, dans la région Abruzzes, en Italie méridionale.

## Administration

### Liste des maires (sindaci) successifs
| Période                                  | Période  | Identité        | Étiquette       | Qualité |
| ---------------------------------------- | -------- | --------------- | --------------- | ------- |
| 23 juin 2004                             | 2009     | Silvana Marano  | Centro-Sinistra |         |
| 8 juin 2009                              | En cours | Franco Tarquini | Lista Civica    |         |
| Les données manquantes sont à compléter. |          |                 |                 |         |

### Hameaux
Azzinano, Castelmaidetto, Colledonico, Aquilano, Camerale, Case Di Renzo, Cerquone, Flammignano, Paduli, Palozza, Pastino, Petrignano Bivio, Petrignano-San Martino, Piandilago, Solagne, Tozzanella, Villa Alzano.

### Communes limitrophes
Colledara, Fano Adriano, Isola del Gran Sasso d'Italia, Montorio al Vomano.

### Évolution démographique
Habitants recensés